# 충영

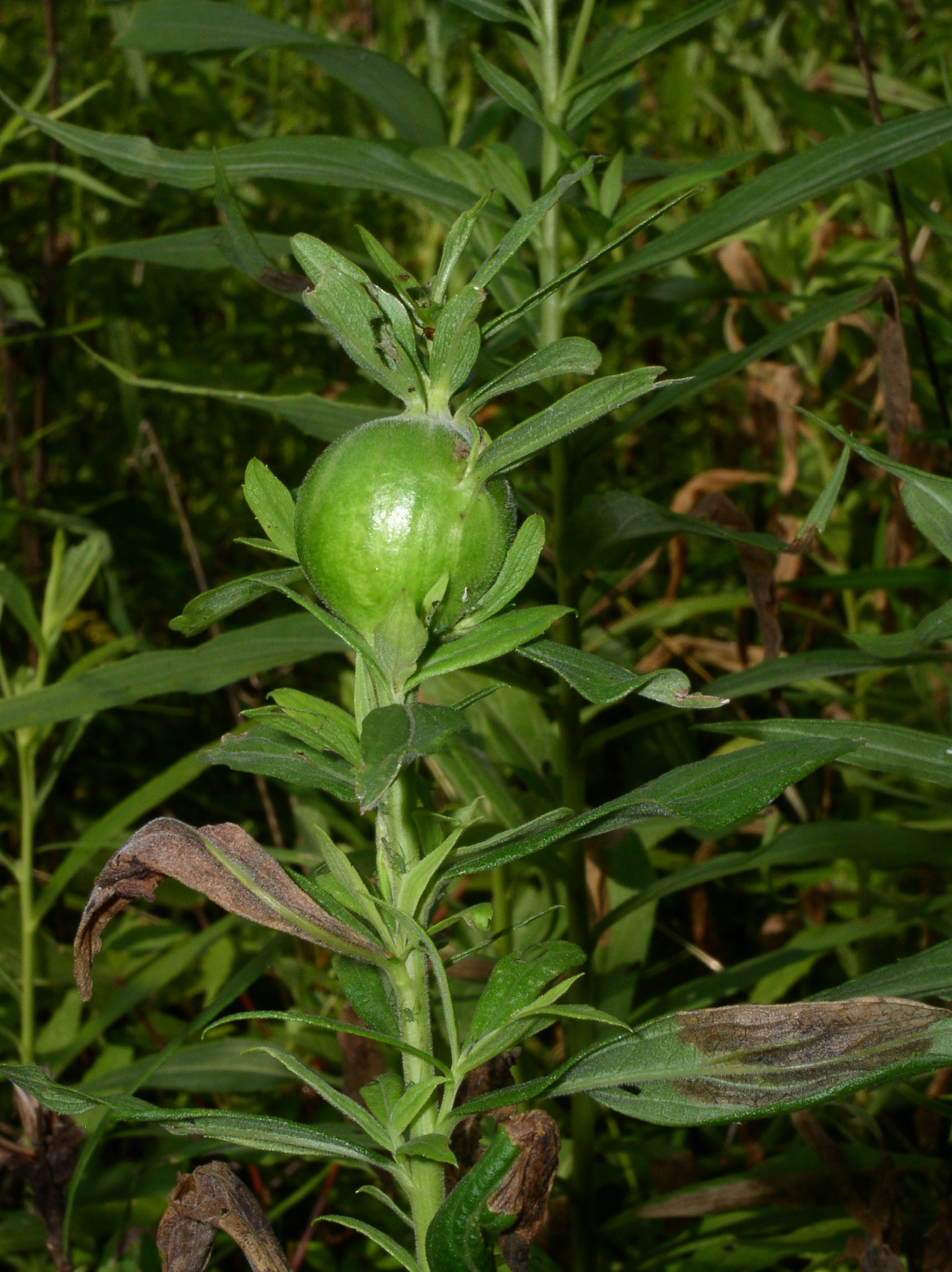
충영

충영(蟲癭, gall) 또는 벌레혹은 식물의 줄기에 풀잠자리 등 곤충·박테리아·바이러스·진균 등의 기생체가 자리하거나 번식하면서 이상 발육을 일으켜 종양처럼 부풀어진 부위를 말한다.

## 같이 보기
- 빗자루병